# Rüdiger Schütz
Rüdiger Schütz (* 9. Mai 1939 in Berlin) ist ein deutscher Historiker.
Schütz studierte Anglistik und Geschichte, legte 1966 sein Staatsexamen ab und wurde 1969 an der Rheinisch-Westfälischen Technischen Hochschule Aachen zum Dr. phil. promoviert. Er war danach dort als Wissenschaftlicher Assistent tätig und habilitierte sich 1975 in Aachen. Seit 1979 lehrte er als Akademischer Oberrat und außerplanmäßiger Professor an der RWTH Aachen. Er war Mitglied der Vereinigung für Verfassungsgeschichte.
Schwerpunkte in Forschung und Lehre sind die rheinische Landes- sowie die Verfassungs- und Verwaltungsgeschichte.

## Schriften (Auswahl)
- Preußen und die Rheinlande. Studien zur preußischen Integrationspolitik im Vormärz. Steiner, Wiesbaden 1979, ISBN 3-515-02831-5.
- (Bearb.) Grundriß zur deutschen Verwaltungsgeschichte. Reihe A: Preußen. Bd. 7: Rheinland. Johann-Gottfried-Herder-Institut, Marburg 1978, ISBN 3-87969-122-3.
- Die deutsch-englische Entfremdung im Spiegel der britischen Presse von 1897–1903. Phil. Diss. Aachen 1969.